# Bénédiction des gorges

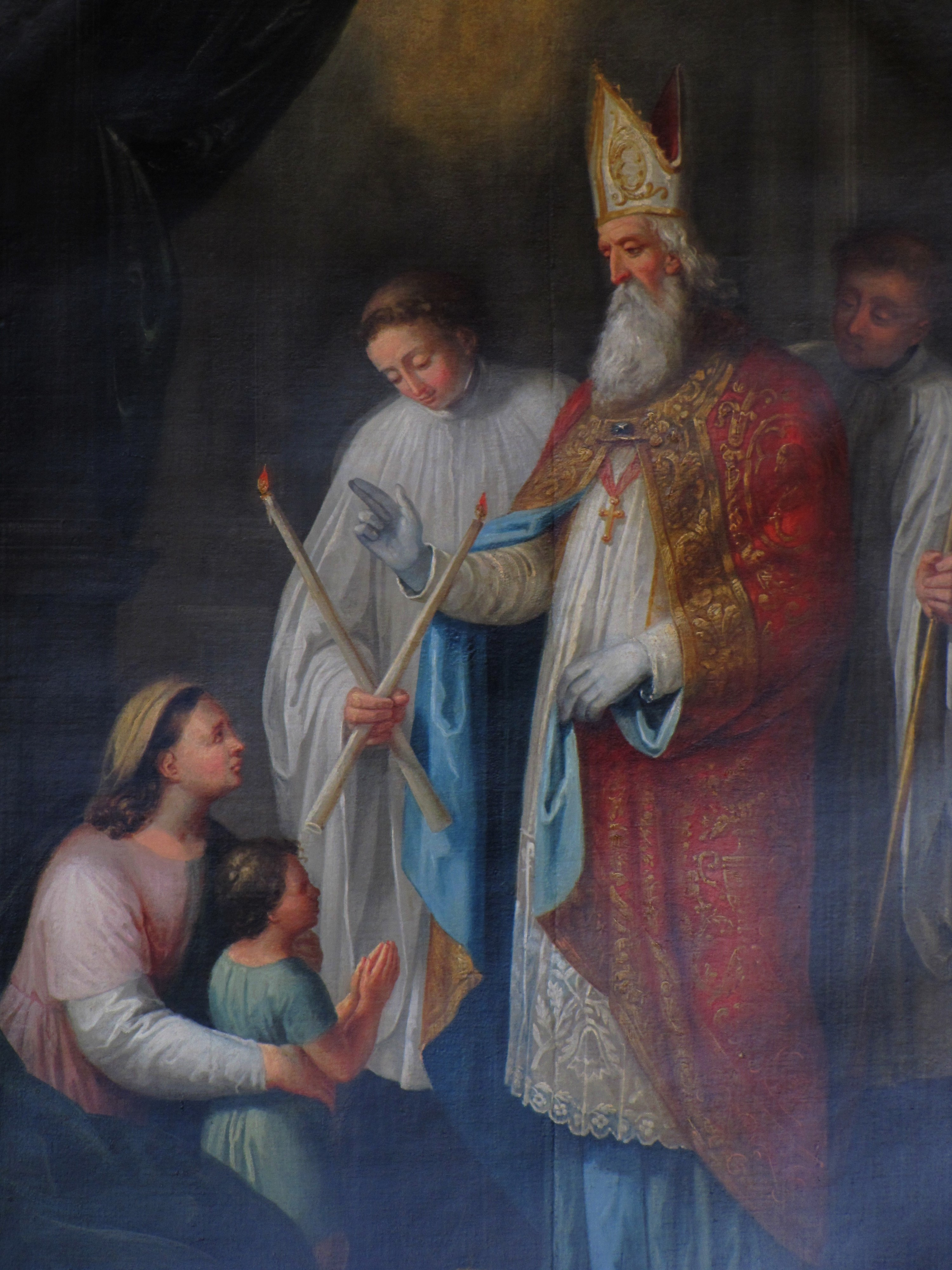
Peinture représentant Saint Blaise bénissant. Date inconnue.

La bénédiction des gorges est un sacramental de l'Église catholique romaine, célébré habituellement le 3 février, jour de la fête de saint Blaise de Sébaste (aujourd'hui Sivas, Turquie). On la célèbre également dans certaines Églises catholiques orientales et dans des paroisses de la Communion anglicane le même jour en tant que commémoration.
L'ordre de bénir les gorges le jour de la fête de saint Blaise figure dans le Livre des Bénédictions (de Benedictionibus).

## Les origines
À l'article 1625 du Livre des Bénédictions figure un bref historique de la bénédiction des gorges :
Saint Blaise était évêque de Sébaste en Arménie au cours du quatrième siècle. Sur sa vie on sait très peu de choses. Plusieurs récits le présentent comme médecin avant qu’il devînt évêque. Son culte se répandit dans toute l'Église au Moyen Age car il aurait miraculeusement guéri un petit garçon qui était sur le point de mourir à cause d'une arête de poisson restée dans sa gorge. Depuis le VIIIe siècle, on l’invoque pour guérir les malades, en particulier ceux qui souffrent de maladies de la gorge.
Les détails concernant la guérison miraculeuse du garçon varient. L'un des récits raconte que le miracle s'est produit alors qu’on emmenait Blaise en prison : il posa sa main sur la tête du garçon et pria ; on raconte aussi que c’est pendant que Blaise était en prison que le miracle eut lieu : il prit deux bougies qu’on lui avait données et forma une croix autour de la gorge du garçon.
L'utilisation de bougies pour la bénédiction des gorges remonte aux bougies dont Blaise se servait pendant son séjour en prison. Comme il avait miraculeusement sauvé d'un loup le cochon d'une vieille femme, celle-ci lui rendait visite en prison et lui apportait de la nourriture et des bougies pour l'éclairer dans l’obscurité de sa cellule.

## Rituel
Les articles 1626 et 1627 expliquent à quelle date et comment a lieu la bénédiction :
La bénédiction des gorges peut être donnée par un prêtre, un diacre ou un ministre laïc qui suivra les rites et les prières indiquées dans son cas. 
Si c’est pendant la Messe que la bénédiction est conférée, la bénédiction suivra l’homélie et les intercessions générales ; pour des raisons pastorales, la prière de bénédiction peut remplacer la bénédiction finale de la Messe. Si la bénédiction est donnée en dehors de la Messe, elle sera précédée d’une brève célébration de la parole de Dieu. Si c’est lors de la prière du matin ou celle du soir qu’on doit célébrer la bénédiction, elle sera donnée après la lecture et le répons (et l’homélie) et avant le cantique de l’Évangile. Il est possible de donner la bénédiction en touchant la gorge de chaque personne avec deux bougies qui ont été bénies le jour de la fête de la Présentation du Seigneur (ou Chandeleur, le 2 février) et qu’on aura jointes en forme de croix[1].
On peut réunir les bougies par un ruban rouge, couleur du martyre. Bien que la coutume générale soit de toucher la gorge avec les bougies, ce n’est pas obligatoire, surtout si les bougies sont allumées. On peut tenir les bougies au-dessus de la personne.
S’il n’est pas possible de bénir chacun individuellement, le célébrant, sans bougies, étendra ses mains sur l’assemblée et dira la prière de bénédiction suivante :
Par l’intercession de saint Blaise, évêque et martyr, que Dieu vous délivre de toute maladie de la gorge et de toute autre maladie. Au nom du Père, et du Fils, et du Saint-Esprit[1].
Au moment de la bénédiction le prêtre ou le diacre fera le signe de croix sur le destinataire. Si nécessaire, les laïcs sont autorisés à donner la bénédiction des gorges, mais ils ont pour consigne de ne pas faire le signe de croix.